# 瑟伊
瑟伊（法語：Seuilly，法語發音：[sœji] ⓘ）是法国安德尔-卢瓦尔省的一个市镇，位于该省西部，属于希农区。

## 地理
瑟伊（47°8'3"N, 0°10'18"E）面积15.73 平方千米，位于法国中央-卢瓦尔河谷大区安德尔-卢瓦尔省，该省份为法国中西部省份，北起萨尔特省、东北接卢瓦-谢尔省，东南接安德尔省，南至维埃纳省，西临曼恩-卢瓦尔省。
与瑟伊接壤的市镇（或旧市镇、城区）包括：伯克斯、锡奈、莱尔内、马尔赛、拉罗什克莱尔莫、蒂宰、韦济耶尔。

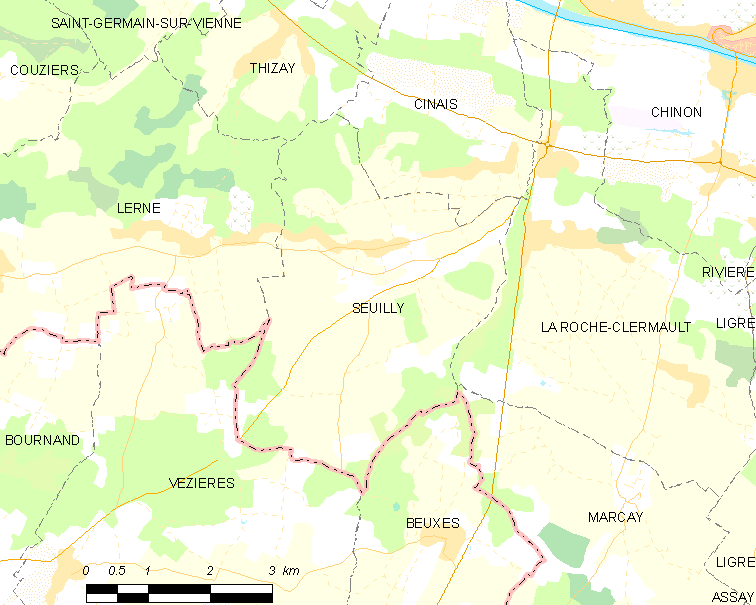
瑟伊的OSM定位图

瑟伊的时区为UTC+01:00、UTC+02:00（夏令时）。

## 行政
瑟伊的邮政编码为37500，INSEE市镇编码为37248。

## 政治
瑟伊所属的省级选区为希农县。

## 人口

1962-2008年间瑟伊人口变化图示

瑟伊于2022年1月1日时的人口数量为392人。